# Райт, Элисон (фотожурналист)
Элисон Райт (англ. Alison Wright, 1961[…], Саммит, Нью-Джерси — 23 марта 2022) — американская фотожурналистка, фотограф-документалист, визуальный антрополог, писатель, оратор. 

## Биография
Окончив региональную среднюю школу Watchung Hills, Райт изучала фотожурналистику в Сиракузском университете и получила степень магистра визуальной антропологии в Калифорнийском университете в Беркли.
Райт путешествовала по всему миру, документируя исчезающие культуры, людей и проблемы, касающиеся человеческого существования. В 1993 году она стала стипендиатом Доротеи Ланге по документальной фотографии в Калифорнийском университете в Беркли.
В январе 2000 года Райт едва не погибла в Лаосе, когда автобус, в котором она ехала, был сбит лесовозом. Её история выживания была опубликована в журналах Outside, National Geographic Adventure и Yoga Journal, и изложена в мемуарах Learning to Breathe: One Woman's Journey of Spirit and Survival.
Она дважды получала премию Лоуэлла Томаса от Общества американских писателей-путешественников — золото в 2002 году в номинации «Личный комментарий» за работу «If I Can Only Breathe», опубликованную в журнале Outside, и серебро в 2006 году за работу «Postcard from the Edge» (Yoga Journal).
В марте 2022 года Элисон Райт занималась дайвингом на Азорских островах, и у неё случился приступ сердечной недостаточности. После недельного пребывания в коме она скончалась 23 марта 2022 года.